# The Flowers of War
The Flowers of War är en kinesisk film från 2011 i regi av Zhang Yimou. Huvudrollen spelas av Christian Bale. Filmen utspelar sig 1937 i Nanjing, Kina, under Nanjingmassakern.